# Андерсон, Уильям (велогонщик)
Уи́льям А́ндерсон (англ. William Anderson) — канадский велогонщик, бронзовый призёр летних Олимпийских игр 1908.
На Играх 1908 года в Лондоне Андерсон соревновался в четырёх дисциплинах. Он получил бронзовую медаль в командной гонке преследования. В остальных заездах он не прошёл дальше первых раундов.